# 圖曼貝伊二世

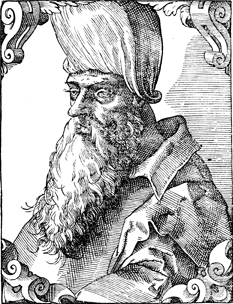
保罗·乔维奥繪製的圖曼貝伊二世畫像

阿什拉夫·阿布·納賽爾·圖曼貝伊（阿拉伯语：‎），通稱圖曼貝伊二世（阿拉伯语：‎），為埃及馬穆魯克蘇丹國於1517年被鄂圖曼帝國征服之前的末代蘇丹，他在其前任阿什拉夫·坎蘇·葛里於1516年的達比克草原戰役中被鄂圖曼蘇丹塞利姆一世擊敗且死亡後，接下了蘇丹的位子。除此之外，圖曼貝伊二世也是直到397年後，侯赛因·卡米勒在1914年重建埃及蘇丹國之前，最後一位擁有埃及蘇丹頭銜者。